# Komora Śmierci
Komora Śmierci (lub Izba Śmierci) – sala tortur i morderstw w Palermo, w której wybrani członkowie mafii sycylijskiej (wielokrotni, socjopatyczni i bezwzględni zabójcy) wykonywali wyroki śmierci na osobach, które zagrażały istotnym interesom mafii.
Był to obskurny i nędzny budynek (tzw. komórka) w opuszczonym magazynie nieopodal Brancaccio (uboga dzielnica Palermo) przy Piazza Sant'Erasmo. Komórka ta miała jedno pomieszczenie z oknem. W środku stał jeden stół i kilka krzeseł, były też łańcuchy, liny i metalowa beczka z kwasem. Stół służył do przesłuchiwania niepokornych i niewygodnych sycylijskich gangsterów oraz tych, których podejrzewano o współpracę z organami ścigania. Linami duszono ofiary (kaci ciągnęli końce liny w przeciwnych kierunkach), a łańcuchami ich pętano.
Niekiedy podczas takich 'przesłuchań' okazywało się, że osoba torturowana była niesłusznie podejrzewana o działania wrogie mafii, mimo to ginęła w męczarniach – tak dla przykładu i odstraszenia naśladowców. W beczce z kwasem w szybkim czasie rozpuszczano ludzkie zwłoki, w innym przypadku poćwiartowane na kawałki ciała rzucano świniom na pożarcie.
W trakcie wielkiej wojny klanów za sprawą m.in. Fillipo Marchese (szef klanu Corso dei Mille) i Pino „Scarpuzeddu” Greco w Komorze Śmierci pozbawiono życia wielu niewygodnych gangsterów. Vincenzo Sinagra – jeden z wielu świadków podczas Maksiprocesu – opisał kulisy działania Komory Śmierci. Wcześniej zeznawał przed sędzią Giovanni Falcone. Opowiedział, że Marchese podczas tortur zażywał kokainę i masturbował się.
Komora Śmierci została zamknięta decyzją bossów mafii sycylijskiej w związku z licznymi aresztowaniami jakie nastąpiły w latach 80. Dla zachowania porządku mafijnego usunięto tych, którzy dokonywali tych okrutnych morderstw w osławionej Komorze. Fillipo Marchese i Pino Greco zostali zamordowani (Fillipo Marchese w 1982 r. – ciało poćwiartowano i rozpuszczono w kwasie; Pino Greco w 1985 r. – zastrzelony we własnym domu).